# Фадюшин, Борис Михайлович
Борис Михайлович Фадюшин (1916—1987) — лейтенант Советской Армии, участник Великой Отечественной войны, Герой Советского Союза (1945).

## Биография
Родился 30 июля 1916 года в Екатеринбурге.
После окончания семи классов школы работал слесарем на автокомбинате. 13 февраля 1941 года осужден Октябрьским судом города Свердловск по статье 192 (нарушение обязательных постановлений местных органов власти) на один год лишения свободы. После отбывания срока наказания 22 мая 1942 года закреплен на работе за лагерем по вольному найму в поселке Карьер Верхне-Тавдинского района.
Призван в Рабоче-крестьянскую Красную Армию 9 июня 1942 года Верхне-Тавдинским райвоенкоматом. С сентября того же года — на фронтах Великой Отечественной войны.
К апрелю 1945 года младший лейтенант Борис Фадюшин командовал взводом противотанковых ружей 916-го стрелкового полка 247-й стрелковой дивизии 69-й армии 1-го Белорусского фронта. Отличился во время боёв в Германии. 16 апреля 1945 года к западу от города Лебус взвод Фадюшина уничтожил 10 вражеских огневых точек. Во время отражения немецкой контратаки Фадюшин лично подбил один из танков противника, сам получил ранение, но продолжал сражаться.
Указом Президиума Верховного Совета СССР от 31 мая 1945 года младший лейтенант Борис Фадюшин был удостоен высокого звания Героя Советского Союза с вручением ордена Ленина и медали «Золотая Звезда».
Был также награждён орденами Александра Невского (28.03.1945), Отечественной войны 1-й степени (06.04.1985) и Красной Звезды (03.10.1944), рядом медалей, в том числе «За победу над Германией в Великой Отечественной войне 1941—1945 гг.» (09.05.1945) «За освобождение Варшавы» (09.06.1945), «За взятие Берлина»(09.06.1945).
В 1946 году в звании лейтенанта уволен в запас.
Проживал в Свердловске, работал на машиностроительном заводе имени М. И. Калинина слесарем в сварочном цехе.
По данным краткого биографического словаря и ряда других источников Б. М. Фадюшин скончался 25 августа 1987 года. В то же время на надгробном памятнике, установленном на Широкореченском кладбище, датой его смерти указано 20 мая 1987 года.